# 山西きよ
山西 きよ（やまにし きよ、1909年（明治42年）9月15日 – 1996年（平成8年）1月7日）は日本の政治家。茨城県小川町（現・小美玉市）長（1期）。航空自衛隊百里基地建設反対運動（百里基地訴訟）の先頭に立った。

## 来歴
東京市日本橋区（現・東京都中央区日本橋）に生まれ、茨城県鹿島郡中野村（現・鹿嶋市）に移る。小川町の肥料商山西家に嫁ぎ、町のPTA連合会や婦人会の役員を務める。
1956年に防衛庁（現・防衛省）は小川町百里に航空自衛隊の基地を設置することを計画した。これに対し、小川町の基地設置反対派は基地反対期成同盟や愛町同志会を結成し、山西は愛町同志会婦人部長になり、反対闘争に加わった。基地反対派は設置派の町長に対するリコール運動を展開、1957年リコール運動により町長が辞職。山西は出直し町長選挙に立候補し、基地反対を訴え当選した。
小川町長に就任したものの、町議会は設置派の議員で占められ、一方で基地建設が進められた。基地設置派は町政刷新同盟を結成し、山西に対するリコール運動を起こし、1959年2月にリコールが成立。3月の出直し町長選挙に立候補したが、落選した。
落選後も反基地闘争を1996年に死去するまで続けた。